# Protocolo de Quioto
O Protocolo de Quioto é um tratado internacional ambiental de 1997 com compromissos mais rígidos para a redução da emissão dos gases que produzem o efeito estufa (causa do atual aquecimento global).
O acordo é consequência de uma série de eventos iniciada com a Toronto Conference on the Changing Atmosphere, no Canadá (outubro de 1988), seguida pelo IPCC's First Assessment Report em Sundsvália, Suécia (agosto de 1990) e que culminou com a Convenção-Quadro das Nações Unidas sobre a Mudança Climática (CQNUMC, ou UNFCCC em inglês) na ECO-92 no Rio de Janeiro, Brasil (junho de 1992). Também reforça seções da CQNUMC. Discutido e negociado em Quioto no Japão em 1997, foi aberto para assinaturas em 11 de Dezembro de 1997 e ratificado em 15 de março de 1999. Sendo que para este entrar em vigor precisou que 55 países, que juntos, produzem 55% das emissões, o ratificassem, assim entrou em vigor em 16 de fevereiro de 2005, depois que a Rússia o ratificou em Novembro de 2004.
Por ele se propõe um calendário pelo qual os países-membros (principalmente os desenvolvidos) têm a obrigação de reduzir a emissão de gases do efeito estufa em, pelo menos, 5,2% em relação aos níveis de 1990 no período entre 2008 e 2012, também chamado de primeiro período de compromisso (para muitos países, como os membros da UE, isso corresponde a 15% abaixo das emissões esperadas para 2008).
As metas de redução não são homogêneas a todos os países, colocando níveis diferenciados para os 38 países que mais emitem gases. Países em franco desenvolvimento (como Brasil, México, Argentina e Índia) não receberam metas de redução, pelo menos momentaneamente.
A redução dessas emissões deverá acontecer em várias atividades econômicas. O protocolo estimula os países signatários a cooperarem entre si, através de algumas ações básicas:
- Reformar os setores de energia e transportes;
- Promover o uso de fontes energéticas renováveis;
- Eliminar mecanismos financeiros e de mercado inapropriados aos fins da Convenção;
- Limitar as emissões de metano no gerenciamento de resíduos e dos sistemas energéticos;
- Proteger florestas e outros sumidouros de carbono.

Se o Protocolo de Quioto for implementado com sucesso, estima-se que a temperatura global reduza entre 1,4°C e 5,8 °C até 2100, entretanto, isto dependerá muito das negociações pós-período 2008/2012, pois há comunidades científicas que afirmam categoricamente que a meta de redução de 5,2% em relação aos níveis de 1990 é insuficiente para a mitigação do aquecimento global.

## Antecedentes
- 1992 – Realiza-se no Rio de Janeiro a Conferência das Nações Unidas sobre Meio Ambiente e Desenvolvimento. Resulta na Convenção-Quadro sobre Mudança do Clima (UNFCCC), entre outros acordos.
- 1995 – As Partes da UNFCCC reúnem-se em Berlim (a 1ª Conferência das Partes (COP) da UNFCCC) para definir metas específicas sobre emissões.
- 1997 – Em dezembro, as partes concluem o Protocolo de Quioto, em Quioto, Japão, no qual concordam com as grandes linhas das metas de emissões.
- 2004 – A Rússia e o Canadá ratificam o Protocolo de Quioto à UNFCCC, entrando em vigor em 16 de fevereiro de 2005.
- 2011 – O Canadá tornou-se o primeiro signatário a anunciar sua retirada do Protocolo de Kyoto.
- 2012 – Em 31 de dezembro de 2012, expirou o primeiro período de compromisso ao abrigo do Protocolo.[4]

## Motivações ambientais para o Protocolo de Quioto

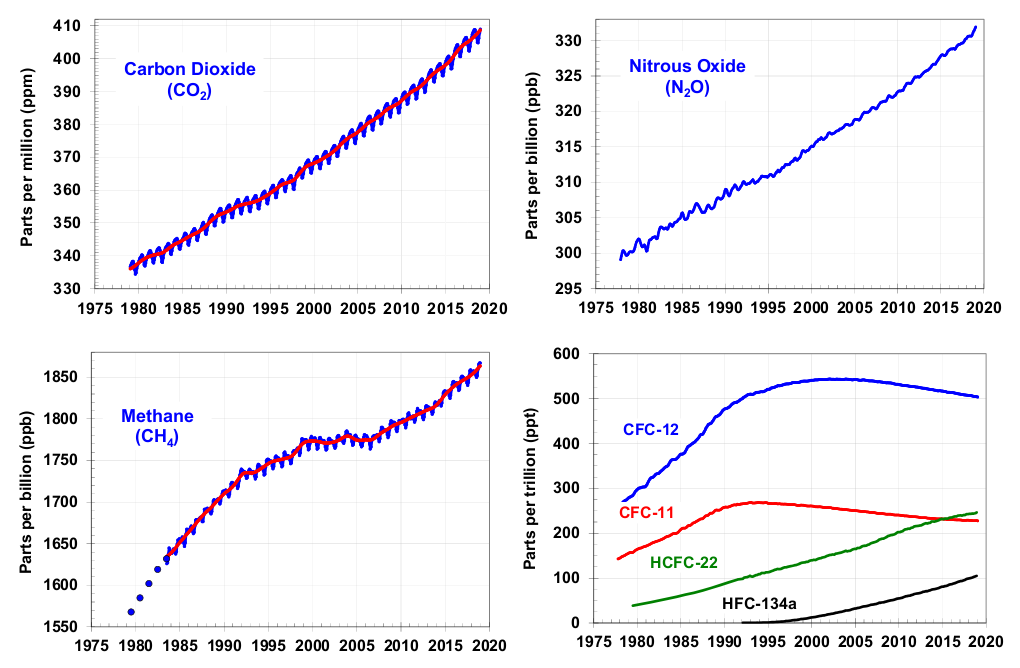
Emissão globais de gases com efeito de estufa em função do tempo

As alterações climáticas têm vindo a ser identificadas como uma das maiores ameaças ambientais, sociais e económicas que o planeta e a humanidade enfrentam na atualidade. A temperatura média da superfície da Terra aumentou 0,74 °C desde o final de 1800. É previsto um aumento entre 1,8 °C a 4 °C até ao ano de 2100, o que implica alterações climáticas drásticas caso não se tomem as medidas necessárias. Mesmo que ocorra apenas o aumento mínimo previsto, este será superior a qualquer subida de temperatura registada nos últimos 10 000 anos. A atual tendência de aquecimento global poderá originar extinções. Inúmeras espécies vegetais e animais, já enfraquecidas pela poluição e pela perda dos seus habitats, não deverão sobreviver nos próximos cem anos. Os seres humanos, embora não enfrentem ameaças idênticas, estarão sujeitos às mais diversas adversidades. Eventos climáticos como tempestades severas, inundações e secas, por exemplo, são cada vez mais frequentes ultimamente, indicando que os cenários previstos pelos especialistas são cada vez mais uma realidade.
O nível médio do mar subiu entre 10 e 20 centímetros durante o século XX, e um aumento adicional de 18 a 59 centímetros é esperado até ao ano de 2100. As temperaturas elevadas provocam a expansão do volume do oceano e o derretimento de glaciares e as calotas de gelo aumentam ainda mais o nível da água. Se o pior cenário previsto é alcançado, o mar pode inundar as costas densamente povoadas de países como o Bangladesh, provocar o desaparecimento total de algumas nações (como o estado da ilha das Maldivas), privar bilhões de pessoas de reservas de água doce, e estimular migrações em massa.
A principal causa para a subida abrupta do termómetro é um século e meio de industrialização, a queima de quantidades cada vez maiores de petróleo, gasolina e carvão, o corte das florestas, e a utilização de certos métodos de cultivo, as monoculturas. Estas atividades têm aumentado a quantidade de gases de efeito estufa na atmosfera, principalmente o dióxido de carbono, metano e óxido nitroso. Estes gases são fundamentais para a vida na Terra, mantêm o calor do sol absorvendo parte da radiação infravermelha refletida pela superfície terrestre, impedindo-a de regressar ao espaço. O processo que cria o efeito de estufa é um fenómeno natural, necessário para a manutenção da vida no planeta. Sem os GEE o mundo seria um lugar frio e estéril, pois a temperatura média da Terra seria 33 °C mais baixa, impossibilitando a vida no planeta tal como a conhecemos hoje. No entanto, em grandes quantidades, são responsáveis pelo aumento da temperatura global a níveis elevados e pela alteração do clima. Onze dos últimos 12 anos foram os mais quentes já registados, sendo que 1998 foi o ano mais quente até à data.

## Países membros do protocolo

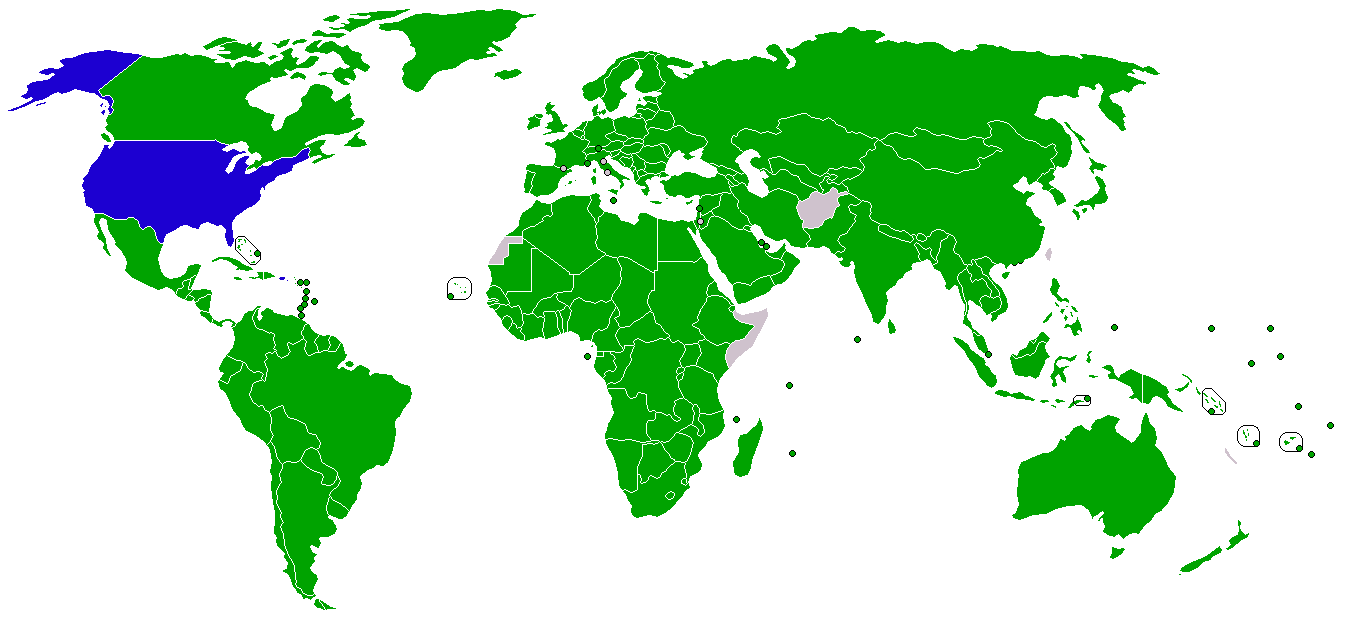
Mapa do Protocolo de Quioto em 2009.
Países que ratificaram o protocolo.
Países que ratificaram, mas ainda não cumpriram o protocolo.
Países que não ratificaram o protocolo.
Países que não assumiram nenhuma posição no protocolo.

## Estados Unidos e o protocolo
Os Estados Unidos negaram-se a ratificar o Protocolo de Quioto, de acordo com a alegação do ex-presidente George W. Bush de que os compromissos acarretados por tal protocolo interfeririam negativamente na economia norte-americana. Alguns norte-americanos também questionam a teoria de que os poluentes emitidos pelo homem causem a elevação da temperatura da Terra.
Mesmo o governo dos Estados Unidos não assinando o protocolo, alguns estados e localidades do país, além de donos de indústrias, principalmente do Nordeste, já começaram a pesquisar maneiras para reduzir a emissão de gases promotores do efeito estufa — tentando, por sua vez, não diminuir sua margem de lucro com essa atitude. No ano de 2009 o presidente Barack Obama, encaminhou o Protocolo de Quioto para ser ratificado pelo Senado.

## Sumidouros de carbono
Em julho de 2001, o Protocolo de Quioto foi referendado em Bonn (Alemanha), quando abrandou o cumprimento das metas previstas anteriormente, através da criação dos "sumidouros de carbono". Segundo essa proposta, os países que tivessem grandes áreas florestadas, que absorvem naturalmente o CO2, poderiam usar essas florestas como crédito em troca do controlo das suas emissões. Devido à necessidade de manter sua produção industrial, os países desenvolvidos, os maiores emissores de CO2 e de outros poluentes, poderiam transferir parte de suas indústrias mais poluentes para países onde o nível de emissão é baixo ou investir nesses países, como parte de negociação.
Entretanto, é necessário fazer estudos minuciosos sobre a quantidade de carbono que uma floresta é capaz de absorver, para que não haja super ou subvalorização de valores pagos por meio dos créditos de carbono. Porém, a partir da Conferência de Joanesburgo esta proposta tornou-se inconsistente em relação aos objetivos do Tratado, qual seja, a redução da emissão de gases que agravam o efeito estufa. Deste modo, a política deve ser deixar de poluir, e não poluir onde há florestas, pois o saldo desta forma continuaria negativo para com o planeta.

## Os céticos e o Protocolo de Quioto
Os pressupostos do Protocolo de Quioto são atacados pelos céticos ou negacionistas climáticos, que alegam, sem qualquer base científica, que as atividades humanas não afetam o clima, ou o fazem de maneira pouco relevante, devendo, pois, ser isentas de culpa no processo atual de aquecimento global. Como consequência do Protocolo, os países desenvolvidos teriam que diminuir drasticamente suas emissões, e segundo os negacionistas, isso inviabilizaria, a médio prazo, o seu crescimento econômico continuado, o qual, segundo alegam, é a única forma de se atingir a abundância de bens e serviços de que tanto necessita a humanidade. Esses argumentos já foram desacreditados pela ciência.
Assim, o segundo maior emissor de gases causadores do efeito estufa do planeta, os Estados Unidos, não ratificaram o Protocolo. De fato, todas as nações europeias e o Japão ratificaram o Protocolo, e algumas delas, embora tenham concordado em diminuir suas emissões em 2010 em 8% abaixo dos níveis de 1990, já admitem que não conseguirão atingir esta meta e somente poderão conseguir reduzir as emissões em 1% em 2010.
A União Europeia esperava atingir as metas compromissadas, aproveitando as possibilidades do Reino Unido, da França e Alemanha de reduzir suas emissões aos níveis de 1990, utilizando a política de abandonar o uso do carvão, aumentar o uso da energia nuclear e fechar as portas das indústrias poluidoras do leste alemão. Considerando estas vantagens, as outras nações não precisariam ser tão severas na redução das suas emissões sob a política original do Protocolo de Quioto. Como consequência, estes países aumentaram maciçamente suas emissões, apagando assim os ganhos dos países grandes. Pelo menos 12 dos 15 países europeus estão preocupados em poder cumprir as suas metas; nove deles romperam-nas, com emissões aumentando entre 20% e 77%.
A realidade, então, creem os céticos, é que o Protocolo de Quioto tornar-se-á "letra morta". No entanto, o quadro mudou consideravelmente a partir da publicação dos relatórios do IPCC sobre mudança climática, que reiteram o fato de que a mudança já começou, tem origem humana, e terá efeitos devastadores se nada for feito para combatê-la.

## Sequestro de carbono
O "carbon sequestration" é uma política oficial dos EUA e da Austrália que trata de estocar o excesso de carbono, por prazo longo e indeterminado, na biosfera, no subsolo e nos oceanos.
Os projetos do DOE's Office of Science dos EUA são:
1. Sequestrar o carbono em repositórios subterrâneos;
2. Melhorar o ciclo terrestre natural através da remoção do CO2 da atmosfera pela vegetação e estoque da biomassa criada no solo;
3. O sequestro do carbono nos oceanos através do aumento da dissolução do CO2 nas águas oceânicas pela fertilização do fitoplâncton com nutrientes e pela injeção de CO2 nas profundezas dos oceanos, a mais de 1 000 metros de profundidade.
4. O sequenciamento de genoma de microrganismos para o gerenciamento do ciclo do carbono.
5. Enviar através de foguetes (naves) milhares de minissatélites (espelhos) para refletir parte do sol, em média 200 000 minissatélites, reduziriam 1% do aquecimento.

O plano de sequestro de carbono norte-americano já está em andamento e demonstra a preocupação dos céticos em ajudar a remover uma das causas (embora a considerem insignificante) do aquecimento global. A Austrália possui um plano semelhante ao dos EUA. Para maiores detalhes sobre os programas de sequestro de carbono norte-americano e australiano ver as publicações "Carbon Sequestration - Technology Roadmap and Program Plan" de março de 2003, do U.S. DOE Office of Fossil Energy - National Technology Laboratory e o "Carbon Dioxide - Capture and Storage" do Research Developments & Demonstration in Australia, 2004.

## O aumento das emissões dos países em desenvolvimento
Um dos fatores alegados pelos Estados Unidos para a não ratificação do Protocolo de Quioto foi a inexistência de metas obrigatórias de redução das emissões de gás carbônico para os países em desenvolvimento.
Apesar de não serem obrigados a cumprir metas de redução, tais países já respondem por quase 52% das emissões de CO2 mundiais e por 73% do aumento das emissões em 2004. Segundo a Agência de Avaliação Ambiental da Holanda, em 2006, a China, um país em desenvolvimento, ultrapassou em 8% o volume de gás carbônico emitido pelos EUA, tornando-se o maior emissor desse gás no mundo, emitindo, sozinha, quase um quarto do total mundial, mais do que toda a UE.
Um dos motivos dessa escalada das emissões chinesas é a queima do carvão mineral, que responde por cerca de 68,4% da produção de energia na China. Segundo relatório da AIE, 40,5% das emissões mundiais do CO2 são provenientes da queima desse mineral, sendo este considerado o que mais contribui para o aquecimento global.
O consumo de carvão mineral em 2006 na China saltou 8,7%, quase o dobro do aumento mundial; paralelamente, o consumo de energia elétrica teve uma elevação de 8,4% nesse país, e seu PIB aumentou 10,7%. Logo, o crescimento vertiginoso da economia chinesa gera pressão pelo aumento da produção de energia, que deve acompanhar rapidamente a crescente demanda, já que apagões parciais viraram rotina em algumas cidades chinesas, tamanho o consumo de eletricidade. Esse país se tornará até 2010 o maior consumidor de energia do mundo. Para suprir a demanda há, atualmente, cerca de 560 usinas termoelétricas em construção no território chinês.
Em 2007, quase duas novas termoelétricas eram inauguradas por semana, então, a tendência é um crescimento continuado do consumo de carvão mineral, bem como das emissões de CO2 na China, algo também verificado na Índia. Esses dois países juntos responderão por 45% do aumento mundial da demanda por energia até 2030. Tal aumento pode significar uma elevação em 57% das emissões mundiais de gás carbônico no mesmo período. Assim, as atuais 27 bilhões de toneladas de CO2 lançadas anualmente na atmosfera passariam para 42 bilhões em 2030.
Frente ao rápido crescimento econômico de economias emergentes, cuja matriz energética é extremamente dependente da queima de combustíveis fósseis, em especial do carvão mineral, o aumento nas emissões de gás carbônico parece inevitável para as próximas décadas, frustrando possivelmente as pretensões do Protocolo de Quioto.

## Depois de 2012
O protocolo de Quioto expirou em 2012, e já há o compromisso da ONU e de alguns governos para o delineamento de um novo acordo ou, o que é mais provável, de uma emenda no Protocolo de Quioto, que estabeleceria novas metas a serem cumpridas após 2012. As discussões começaram em 16 de fevereiro de 2007 em Washington, os chefes de estado do Canadá, França, Alemanha, Itália, Japão, Rússia, Reino Unido, Estados Unidos, Brasil, China, Índia, México e África do Sul concordaram em princípio sobre o esboço de um sucessor para o Protocolo de Quioto. Eles discutiram, em especial, a criação de um limite máximo para o comércio dos créditos de carbono, bem como a aplicação de metas de redução das emissões de CO2 aos países em desenvolvimento, e propuseram-se a delinear tal esboço até o término de 2009.
Em 7 de junho de 2007, os líderes, na 33ª reunião do G8, afirmaram que as nações do G8 visam reduzir, pelo menos, para metade as emissões globais de CO2 até 2050. Os detalhes que possibilitariam cumprir tal meta de redução seriam negociados pelos ministros do meio ambiente dos países do G8 dentro da Convenção das Nações Unidas sobre as Alterações Climáticas (UNFCCC), em um processo que poderia também incluir as grandes economias emergentes.
Uma rodada de conversações sobre as alterações climáticas, sob os auspícios da Convenção das Nações Unidas sobre as Alterações Climáticas (UNFCCC) (Viena, encontro sobre mudanças climáticas, 2007), foi celebrada em 31 agosto 2007 com o acordo sobre os principais elementos para uma eficaz resposta internacional às alterações climáticas, o Mapa do Caminho (roteiro de negociações que nortearam tal convenção), não propunha um novo protocolo para substituir o de Quioto, já que o mesmo exigiria uma nova rodada de ratificações que poderia perdurar por anos como foi o caso do Protocolo de Quioto (que só entrou em vigor após ser ratificado por uma quantidade de países que perfaziam 55% das emissões mundiais de CO2, tendo decorrido da abertura para às adesões até sua entrada em vigor mais de sete anos), mas sim um segundo período de vigência do protocolo, com novas metas a serem definidas.
Uma característica-chave das conversações foi um relatório das Nações Unidas que mostrou como a eficiência energética poderia trazer significativas reduções nas emissões de baixo custo.
As conversações tinham por objetivo definir o cenário para uma grande reunião internacional que se realizou em Nusa Dua, Bali, Indonésia, em 3 de dezembro de 2007.
A Conferência de 2008 foi realizada em dezembro, em Poznan, Polônia. Um dos principais tópicos sobre esta reunião foi a discussão de uma possível implementação do "desmatamento evitado", também conhecido como redução das emissões de desmatamento e degradação florestal (REDD), o que tange a adoção de um sistema de créditos de carbono concedidos a projetos que evitem o desflorestamento, já que o "desmatamento evitado" é suposto servir como medida de redução das emissões de CO2, posto que as florestas são importantes fontes de absorção de gás carbônico e que o desmatamento por meio de queimadas é o principal fator de emissões em alguns países em desenvolvimento.
A Conferência de 2009 foi sediada em Copenhague, durando de 7 a 18 de dezembro, e após grandes divergências entre os países ricos e o grupo dos países em desenvolvimento acerca de temas como metas de redução de emissão de gases do efeito estufa e contribuição para um possível "fundo climático", terminou sem que se atingisse um acordo definitivo, que será discutido na próxima conferência da ONU sobre mudanças climáticas, a COP 16, a ser realizada no México em dezembro de 2010. No dia 24 de outubro de 2009, celebrado como Dia Internacional da Ação Climática, milhares de pessoas em 180 países, manifestaram-se pela diminuição dos níveis de CO2 na atmosfera. Estas manifestações foram convocadas por uma ONG chamada 350.org, que advoga que os níveis de CO2 devem baixar dos valores de 385-389, existentes nessa altura, para um valor seguro de 350 ppm. Para esse efeito, grupos de pessoas sentaram-se no chão, em cidades, campos de neve e no fundo do oceano, junto à Grande Barreira de Coral, formando os algarismos 350.